# Jonathan P. Dolliver
Jonathan Prentiss Dolliver, född 6 februari 1858 nära Kingwood, Virginia (nuvarande West Virginia), död 15 oktober 1910 i Fort Dodge, Iowa, var en amerikansk republikansk politiker. Han representerade delstaten Iowa i båda kamrarna av USA:s kongress, först i representanthuset 1889-1900 och sedan i senaten från 1900 fram till sin död.

## Biografi
Dolliver utexaminerades 1876 från West Virginia University. Han studerade sedan juridik och inledde 1878 sin karriär som advokat i Iowa. 1889 efterträdde han Adoniram J. Holmes som kongressledamot. Senator John H. Gear avled 1900 i ämbetet och Dolliver blev då utnämnd till senaten. Han avled själv i ämbetet tio år senare och efterträddes av Lafayette Young. Dollivers grav finns på Oakland Cemetery i Fort Dodge. Det finns också en småort som är uppkallad efter honom, Dolliver i Iowa. 